# Lucero Cumpa Miranda
Lucero Cumpa Miranda, alias «Camarada Noemí», es una terrorista peruana que perteneció al Movimiento Revolucionario Túpac Amaru (MRTA) durante la época del terrorismo en el Perú. Era parte del Comité Central y una de las líderes del Frente Nororiental del MRTA.

## Biografía
Durante su infancia vivió en Comas, mudándose en 1976 a La Victoria debido a problemas de salud de su madre, quien era militante aprista. Durante su etapa de estudiante fue parte de la Asamblea de Postulantes donde fue invitada a integrar Sendero Luminoso. Sin embargo, acabó integrando Patria Roja. Estando en Patria Roja, conoce a Fernando Valladares, quien le pone en contacto con las diversas facciones del Movimiento de Izquierda Revolucionaria (MIR).
Participó en el secuestro del empresario Julio Ikeda en 1987. En noviembre de 1987 fue capturada por primera vez, fugándose en 1990. En 1991, tras ser capturada en marzo de ese año, fue rescatada por Peter Cárdenas Schulte mientras era trasladada a la carceleta del Palacio de Justicia. En el rescate fueron asesinados 3 policías. Cumpa fue enviada al sur del país y luego a Alemania. En Alemania, Cumpa fue recibida, y alojada, por Constante Rodríguez, alias «Tito», líder del «Grupo Perú-Hamburgo» y miembro del MRTA en el extranjero. En 1992, la dirección del MRTA le ordenó que regresara de Alemania para que asumiera la comandancia del Frente Nororiental.
Fue capturada el 1 de mayo de 1993 por personal de inteligencia del Ejército Peruano en el departamento de San Martín y presentada con un traje a rayas en una conferencia de prensa junto a la «Camarada Charito». Se había ofrecido por ella la suma de 100.000 dólares. La recompensa fue donada a diversas organizaciones sociales de San Martín. Actualmente está recluida en el penal de Santa Mónica.
En el año 2023, se le inició investigación por autoría mediata y violación de derechos humanos en el caso de la masacre de Tarapoto junto a otros líderes del MRTA.

## Véase  también
- Nancy Gilvonio Conde
- Luis Gordon Iglesias
- Frente Nororiental
- Cruzada contra el vicio